# Mundir III.
Mundir III. ibn Ma'as-Sama' (arabisch منذر بن ماء السماء, DMG Munḏir b. Māʾ as-samāʾ; † 554) war König der Lachmiden in Nordarabien von 505 bis 554.
Unter ihm begann ein neuer Aufstieg des Lachmidenreichs in Nordarabien. Zunächst kam es aber zu einer schweren Krise, als die Kinda aus Zentralarabien die Residenz Hira eroberten. Allerdings konnten sie bald wieder vertrieben werden. Ein Feldzug der Lachmiden in das byzantinische Syrien bis nach Antiochia wurde allerdings von den Ghassaniden gestoppt.
Dies führte zu andauernden Kämpfen mit diesen byzantinischen Vasallen. Nachdem Mundir III. einen Sohn des Ghassanidenkönigs Arethas gefangen nahm und opferte, wurde er 554 von diesem in einer Schlacht besiegt und getötet. Nachfolger von Mundir III. wurde Amr ibn Hind (reg. 554–569).
| Personendaten    | Personendaten                      |
| ---------------- | ---------------------------------- |
| NAME             | Mundir III.                        |
| KURZBESCHREIBUNG | König der Lachmiden in Nordarabien |
| GEBURTSDATUM     | 5. Jahrhundert                     |
| STERBEDATUM      | 554                                |